# 東海散士
東海 散士（とうかい さんし、本名：柴 四朗〈しば しろう〉、1853年1月11日〈嘉永5年12月2日〉 - 1922年〈大正11年）9月25日〉は、旧会津藩臣（白虎隊士）で、明治から大正にかけての小説家・新聞記者・政治家。財務学士。陸軍大将柴五郎は実弟。代表作は政治小説『佳人之奇遇』。

## 生涯
会津藩士で御物頭格役黒紐（280石）であった柴佐多蔵繁吉（1812–1882）と妻フジの四男（第8子）として、上総国君津郡富津村の会津藩陣屋（弘化4年から嘉永7年まで会津藩が富津台場の警備を担当）に生まれる。幼名は茂四朗。幼少期より病弱であったが文才に恵まれていたという。

### 会津戦争
藩士子弟の通例に従い、数え10歳より藩校日新館にて小笠原午橋・南摩綱紀に就いて漢学を修め、大学部を経たのち上洛。慶応4年初めの鳥羽・伏見の戦いには父・兄とともに出陣、5ヶ月後の会津戦争では白虎隊に配属されたが、途中で病のため籠城組となり生き残った。ただし、柴家の女性5名（祖母・母・兄嫁・姉妹ら）は、足手纏いとなることを避けるために私邸で自刃に及んだ。なお、籠城戦をくぐり抜けた同年代の後輩には、山川健次郎・高嶺秀夫・井深梶之助・高木盛之輔・赤羽四郎・山際永吾らがいた。

### 英学修業と西南戦争従軍
降伏開城後は諸士とともに猪苗代謹慎所、次いで東京の護国寺に移された。明治3年（1870年）の赦免後は移封先の斗南藩（旧盛岡藩領内に設置）へ一家で移住、藩設置の英学校に通ったが、まもなく上京。沼間守一の私塾や山東直砥の北門社などで英学を学び、横浜在住英国人の書生を経て、斗南へ戻り広沢安任経営の牧場で英国人技師の通訳兼案内役として働き、実家では開墾に従事。その後、函館・弘前（東奥義塾）・会津へと転々とした末、再び上京。長兄太一郎の周旋で唐通事出身の横浜税関長柳谷謙太郎（1847–1923）の書生となり、新暦1875年（明治8年）より3年間学資援助をうけて学業に専念するとともに、東京日日新聞などへの寄稿で言論活動にも手を染めた。
1877年（明治10年）の西南戦争時には、山田顕義少将率いる別働第二旅団（山川浩ら会津藩出身軍人や東北諸藩出身者を多く含む屯田兵が所属）に従軍、旅団御用掛を務め、終戦後は翌年末まで同旅団の戦記編纂に従事した。この際、熊本鎮台司令長官谷干城に見出され、さらに谷を通して豊川良平（岩崎弥太郎の従兄弟）との知遇を得、岩崎家の援助を受けて満26歳でアメリカ留学を果たす。

### アメリカ留学
1879年1月渡航。当時柳谷が領事として駐在していたサンフランシスコにおいて、岩崎家の意向からパシフィック・ビジネス・カレッジ（商業専門学校）に通い、ディプロマ（修了証書）を取得。さらに1881年に東海岸へ移り、短期間ながらマサチューセッツ州ケンブリッジのハーバード大学で経済学を学んだ後、ニューヨークに一時滞在、さらにフィラデルフィアへ移り、1881年9月に新設開校したペンシルベニア大学ウォートン校（Wharton School of Finance and Economy：全米初のビジネススクール）に特別生（Special Student）として入学、アイルランド出身の社会科学教授ロバート・エリス・トンプソン（Robert Ellis Thompson: 1844–1924）に師事した。3年後の1884年6月に第1期卒業生としてBachelor of Finance（財務学士）の学位を取得（柴の論文「Taxation in Japan」は同校の政治科学年報創刊号に掲載）。卒業後は7月よりアメリカ諸州及びメキシコを巡遊し、12月末日に帰国した。

### 『佳人之奇遇』の出版
保護主義を旨とする当時のアメリカ流の経済学を専修していた柴は、留学中から犬養毅・馬場辰猪らが創刊した『東海経済新報』にアメリカの経済景況・見聞記事を多数寄稿し、貿易論・外国船舶運輸論・鉄道論等を開陳していたが、帰国後の1885年（明治18年）6月に、保護貿易主義を標榜する学術団体「日本経済会」の創立に参加、柳谷謙太郎・若山儀一・犬養毅・和田垣謙三とともに事務委員に選定された。
そして同年10月、すでに留学中からから書きためた漫録をもとに、漢文調のナショナリズム小説『佳人之奇遇』初編を東海散士の筆名で発刊、自らをモデルとする会津藩出身の東海散士とスペイン・アイルランド・中国等の「亡国の遺臣」らによる「国権恢復」への情熱と連帯を描いた（1897年までに全8編16巻刊行）。同書は矢野龍渓『経国美談』、末広鉄腸『雪中梅』等とともに自由民権運動期の代表的な政治小説として人気を博した。

### 農商務大臣秘書官として洋行
1886年（明治19年）2月、外務省から転じた柳谷とともに初代農商務大臣谷干城の秘書官に任命され、さらに谷大臣のヨーロッパ視察への随行を被命。同年3月に横浜出港、スエズ経由で4月にマルセイユ入港。
この15か月間に渡る洋行で、柴はエジプト・フランス・スイス・オーストリア=ハンガリー・ドイツ・トルコ・ギリシャ・イタリア・英国・アメリカを歴訪し、特に長期滞在したウィーンでは、かつて伊藤博文も師事した法学者ローレンツ・フォン・シュタインより、私邸にて日本の内政・外交問題を含め計34回の講義・質疑の機会を得た（7–12月）。また、途中寄航した英領セイロン島では流刑中のエジプトの軍人革命家アフマド・オラービー、イタリアのトリノではハンガリーの亡命革命家コシュート・ラヨシュと面会し、後に『佳人之奇遇』続編に彼らを登場させた。
1887年（明治20年）6月の帰国直後、井上馨外相が交渉をすすめていた条約改正案に対し、谷大臣が反対意見書を提出して7月26日に辞職すると、同調する柴も30日に辞表を提出した。なお、谷が提出した意見書の起草者は柴との説があり、それは当時からそうみられていたという。

### 言論人・代議士として
1888年（明治21年）11月、大阪日報の買収再編に伴い改題した『大阪毎日新聞』の主筆として迎えられたが、柴はこの前後より後藤象二郎らによる大同団結運動への参加や『経世評論』誌創刊など活発な言論・政治活動で多忙な上、不偏不党の方針への背馳と売上部数の低下が出資者の反発を買い、翌年5月には事実上更迭された。
その後まもなく陸羯南主筆の日刊紙『日本』、1893年には『二六新報』にいずれも社友として署名記事を寄せ、また国粋主義的立場を同じくする国家経済会（1890年）・東邦協会（1891年）・殖民協会（1893年）等に参加するとともに政界に身を投じた。
1892年（明治25年）2月の第2回衆議院議員総選挙において、柴は福島県第4区から立候補し初当選。以後、対外硬派の代議士として活動し、1918年（大正7年）までの総選挙及び補欠選挙で計11回当選・2回落選、立憲革新党・進歩党・憲政党・憲政本党・大同倶楽部・立憲同志会・憲政会の幹部を務めた。この間、鉄道会議議員（1895年）、農商務次官（1898年：隈板内閣）、東洋拓殖株式会社設立委員（1908年）、教科用図書調査委員会委員（1908年）、議院建築準備委員会委員（1910年）、広軌鉄道改築準備委員会委員（1911年）、外務省参政官・外務省所轄事務政府委員（1915-16年：第2次大隈内閣）などを歴任。

### 閔妃暗殺事件・清国視察など
柴は1885年の『佳人之奇遇』発刊前後より、犬養毅の紹介で日本に亡命中だった金玉均・朴泳孝ら朝鮮国の開化派政治家と交流して以来、朝鮮国の内政にも深く関心を寄せ続け、日清戦争開戦後の1894年（明治37年）9月には、帰国した朴泳孝支援のため渡韓、戦後直後の1895年（明治38年）5月末にも内務大臣となった朴に面会するために代議士佐々友房とともに渡韓した。
まもなく、同年9月に駐韓特命全権公使として着任した三浦梧楼の顧問（谷の推薦による）として再び渡韓するが、翌10月には三浦らが漢城で惹き起こした乙未事変（閔妃暗殺事件）により退韓。事件に関与した嫌疑で広島監獄署に勾留、予審取調を受けたが、柴は事件との関係自体が証拠不十分とされ、翌年1月に他の被告とともに予審免訴となった。その後、柴は翌1897年（明治40年）後半に、6年間途絶していた『佳人之奇遇』続編を一挙に刊行、16巻では金玉均の暗殺から東学党の乱・日清戦争・閔妃暗殺に至る経緯を独断的に描きながら、日本政府の対朝鮮政策の優柔不断・軟弱外交を批判した。
また、柴は1900年（明治33年）勃発の北清事変（北京籠城戦には公使館付武官であった実弟柴五郎砲兵中佐が参加）を契機として9月に結成された国民同盟会に参加。帝政ロシアの脅威に対して「支那保全論」を唱える同盟会の趣旨に基づき、9月下旬から11月にかけて竹内正志代議士とともに清国へ渡り、事変終結の実況を視察した。
その後、1903年（明治36年）の第8回衆議院議員総選挙で落選した柴は、ロシアに対する主戦論の立場から、同年中に未来小説『日露戦争 羽川六郎』を執筆刊行、旧会津藩士羽川六郎なる架空人物の自伝という体裁で、北清事変から日露開戦、日本の勝利と日米英による万国平和会議開催までを描いた。
なお、1900年5月には、山川健次郎・今泉六郎らとともに「会津図書館共立会」を設立し、会津若松に図書館を建設する運動を展開、柴が最も多くの蔵書790冊を寄贈し、1904年（明治37年）2月に若松市立会津図書館として開館した。

### 家族・晩年
1901年（明治34年）12月、水田新太郎の次男・守明（1895年生）を養嗣子として迎え、1909年（明治42年）10月には深川芸者であったとされるキク（慶応元年生）と婚姻、キクにも養子庄作がおり、ともに入籍した。
代議士引退後も憲政会相談役として悠々自適の生活を送ったが、1922年（大正11年）9月、中風で療養中だった熱海の別邸で脳溢血により死去（享年71・満69歳没）。墓所は柴家の菩提寺である恵倫寺（会津若松市）。熱海市の海蔵寺には東海散士墓碑が所在。

## 著作
- 佳人之奇遇（柴四朗、1885–1897年）
- 東洋之佳人（博文堂、1888年）
- 埃及近世史（柴四朗、1889年）
- 広沢牧老人遺稿：経済問題に付要旨を述ふ（柴四朗編刊、1891年）
- 日露戦争 羽川六郎（有朋館、1903年）
- 世界盲人列伝（柴守明、1932年）

## 栄典
- 1886年（明治19年）7月8日 - 正七位[36]
- 1898年（明治31年）8月4日 - 正五位[37]
- 1906年（明治39年）4月1日 - 勲四等旭日小綬章[38]
- 1916年（大正5年）4月1日 - 勲三等旭日中綬章[39]

外国勲章佩用允許
- 1890年（明治23年）2月8日 - オスマン帝国：美治慈恵（メジジェ）第三等勳章[40]

## 関連文献
- 榊時敏編『福島県名士列伝  一名衆議院議員候補者略伝（前編）』福島活版舎、1890年。
- 柳田泉『明治文学叢刊 政治小説研究 上』春秋社・松柏館、1935年（『佳人之奇遇』と東海散士）。
- 井上弘『近代文学成立過程の研究―柳北・学海・東海散士・蘇峰』有朋堂、1995年。
- 鈴木明『日本畸人伝―明治・七人の侍』潮書房光人新社、2000年。
- 大沼敏男「東海散士柴四朗略伝―人と思想」『新日本古典文学大系 明治編17 政治小説集2』岩波書店、2006年。
- 中井けやき『明治の兄弟  柴太一郎、東海散士柴四朗、柴五郎』文芸社、2008年。
- 越智治雄「東海散士の系譜（ノート）」共立女子大学短期大学部紀要5巻、1961年（同著『近代文学成立期の研究』岩波書店・1984年所収）。
- 高井多佳子「東海散士柴四朗の政治思想―政治小説『佳人之奇遇』発刊以前」京都女子大学史学会『史窓』56号、1999年。
- 高井多佳子「柴四朗の国権論―『佳人之奇遇』における「自由」」京都女子大学史学研究室『史窓』60号、2003年。
- 高井多佳子「『東京電報』における柴四朗―高島炭坑視察実記」京都女子大学大学院文学研究科研究紀要・史学編2号、2003年。
- 熊谷昭宏「飛行と〈未来〉の日露戦争―東海散士『日露戦争羽川六郎』を中心に」同志社大学国文学会『同志社國文学』61号、2004年。